# Yuji Kishioku
Yuji Kishioku (岸奥 裕二, Kishioku Yuji, né le 2 avril 1954 à Hokkaido au Japon) est un footballeur japonais.